# Morte e funeral de Coretta Scott King
Coretta Scott King, a viúva do líder dos direitos civis Martin Luther King Jr., faleceu em 30 de janeiro de 2006, após chegar a um centro de reabilitação em Rosarito, México. Seu funeral público ocorreu oito dias depois na Igreja Batista Missionária Novo Nascimento em seu estado residente, Geórgia. De acordo com seus desejos pessoais, King foi enterrada ao lado de seu marido em uma cripta no terreno do Centro Martin Luther King Jr. para mudanças sociais não violentas.
King sofreu derrames ao longo do ano de 2005 e teve diferentes problemas com doenças, incluindo um leve ataque cardíaco. A clínica onde a Sra. King recebeu atendimento médico ganhou exposição em torno de sua morte. A cobertura da mídia foi principalmente negativa e, por fim, a clínica foi fechada. Antes disso, King havia recebido alta do Piedmont Hospital em Atlanta após recuperar um pouco de sua fala. Quase duas semanas depois, King deu entrada na clínica no México, onde ela faleceu. Ela tinha setenta e oito anos.

## Morte
Coretta Scott King morreu no final da noite de 30 de janeiro de 2006 no centro de reabilitação na Praia de Rosarito, México, no Hospital Oasis, onde estava passando por terapia holística para seu derrame e câncer de ovário em estágio avançado. Acredita-se que a principal causa de sua morte tenha sido insuficiência respiratória devido a complicações do câncer de ovário. A clínica em que ela morreu se chamava Hospital Santa Monica, mas era licenciada como Clinica Santo Tomas. Reportagens de jornais indicaram que não estava legalmente licenciada para "realizar cirurgias, tirar raios-X, realizar trabalhos de laboratório ou administrar uma farmácia interna, tudo o que estava fazendo". Também foi fundada, de propriedade e operada pelo residente de San Diego e figura altamente controversa da medicina alternativa Kurt Donsbach. Dias após a morte de King, o comissário médico estadual da Baixa Califórnia, México, Francisco Vera, fechou a clínica. Em 1º de fevereiro de 2006, o corpo de King foi transportado do México para Atlanta.

### Velório
Em 4 de fevereiro de 2006, o corpo de King foi carregado por uma carruagem puxada por cavalos até o Capitólio do Estado da Geórgia, onde ela foi colocada em homenagem. Ela foi a primeira mulher afro-americana a ser velada nesse local. Mais de 16.000 enlutados prestaram suas homenagens a King enquanto passavam por seu caixão.

## Funeral
Mais de 14.000 pessoas se reuniram para o funeral de oito horas de Coretta Scott King na Igreja Batista Missionária Novo Nascimento em Lithonia, Geórgia, em 7 de fevereiro de 2006, onde a filha Bernice King, que é uma anciã na igreja, fez o elogio fúnebre de sua mãe. A megaigreja, cujo santuário acomoda 10.000 pessoas, foi mais capaz de lidar com as multidões esperadas do que a Igreja Batista Ebenezer, da qual King era membro desde o início dos anos 1960 e que foi o local do funeral de seu marido em 1968.
Os presidentes dos EUA George W. Bush, Bill Clinton, George H. W. Bush, Jimmy Carter e suas esposas compareceram, com exceção da ex-primeira-dama Barbara Bush, que tinha um compromisso anterior. A família Ford estava ausente devido à doença do presidente Ford (que morreu mais tarde naquele ano). George W. Bush cancelou um compromisso anterior para falar sobre o orçamento federal em Manchester, Nova Hampshire, para comparecer ao funeral. Vários outros líderes políticos e de direitos civis proeminentes, incluindo o então senador dos EUA Barack Obama, compareceram ao serviço televisionado.
O proeminente líder dos direitos civis da Geórgia, Julian Bond, um defensor declarado dos direitos de gays e lésbicas, boicotou o serviço alegando que as crianças King haviam escolhido uma megaigreja antigay como local. Isso estava em conflito com o apoio de longa data de sua mãe aos direitos de gays e lésbicas.
King foi enterrada em um mausoléu temporário no terreno do King Center até que um lugar permanente ao lado dos restos mortais de seu marido pudesse ser construídot. Ela havia expressado aos familiares e outros que queria que seus restos mortais ficassem ao lado dos de seu marido no King Center. Em 20 de novembro de 2006, o novo mausoléu contendo os corpos de Martin Luther e Coretta King foi inaugurado na frente de amigos e familiares. É o terceiro local de descanso de Martin Luther King Jr.

### Oração fúnebre
O presidente Jimmy Carter e o reverendo Joseph Lowery fizeram discursos fúnebres. Com o presidente George W. Bush sentado a alguns metros de distância, o reverendo Lowery, referindo-se à oposição vocal de Coretta à Guerra do Iraque, observou o fracasso em encontrar armas de destruição em massa no Iraque:

"Ela deplorou o terror infligido por nossas bombas inteligentes em missões muito distantes. . . . Sabemos agora que não havia armas de destruição em massa lá. Mas Coretta sabia, e nós sabíamos, que há armas de desorientação bem aqui. Milhões sem seguro de saúde. A pobreza abunda. Para a guerra, bilhões a mais, mas não mais para os pobres."

O presidente Carter, referindo-se à luta de Coretta pelos direitos civis ao longo da vida, observou que sua família tinha sido alvo de grampos secretos do governo. Seus comentários um tanto críticos sobre a política do governo dos EUA foram recebidos com aplausos estrondosos e ovações de pé. Observadores conservadores disseram que os comentários de Lowery eram inapropriados em um cenário destinado a homenagear a vida da Sra. King, especialmente considerando que o presidente George W. Bush estava presente na cerimônia.

## Reações
- A autora Maya Angelou, conhecida por seu romance I Know Why the Caged Bird Sings, disse no Good Morning America da ABC que a manhã da morte de King foi uma "manhã sombria para mim e para muitas pessoas e, ainda assim, é uma ótima manhã porque temos a chance de olhar para ela e ver o que ela fez e quem ela era. É sombria porque eu não posso — muitos de nós não podemos ouvir sua doce voz — mas é ótima porque ela viveu, e ela era nossa. Quero dizer, afro-americanos e americanos brancos e asiáticos, falantes de espanhol — ela pertencia a nós e isso é uma coisa ótima."[17]
- Andrew Young, ex-prefeito de Atlanta que relatou a morte no Today da NBC, comentou sobre a força de King e, em comparação com a de seu marido, disse: "Ela era forte, se não mais forte do que ele. Ela viveu uma vida graciosa e bela e, apesar de todas as dificuldades, conseguiu uma morte graciosa e bela."[17]
- O então senador dos EUA Barack Obama disse: "Coretta Scott King morreu durante o sono, mas ela certamente não estava sozinha. Ela foi acompanhada pela companhia e apoio de uma família amorosa e uma nação grata — inspirada por sua causa, dedicada ao seu trabalho e lamentando sua morte. Meus pensamentos e condolências hoje estão com seus filhos, e que ela e seu marido agora descansem em paz eterna."[18]
- O então presidente George W. Bush disse em resposta à sua morte: "A Sra. King foi uma mulher notável e corajosa, e uma grande líder dos direitos civis. As contribuições duradouras da Sra. King para a liberdade e a igualdade fizeram dos [Estados Unidos da] América uma nação melhor e mais compassiva."[19]
- A Secretária de Estado Condoleezza Rice emitiu uma declaração relatando que "os Estados Unidos e o mundo perderam uma campeã dos direitos humanos. A Sra. King foi uma das pioneiras na luta do nosso país pela igualdade e justiça para todos os seus cidadãos. Sua posição corajosa ao lado do Dr. King durante um período de tremenda luta pela América foi um dos nossos maiores exemplos de dedicação altruísta ao bem de todos os americanos."[20]
- A ativista dos direitos civis Jesse Jackson disse: "ela aprendeu a lidar com a dor e a continuar servindo. Então seu legado está seguro como uma lutadora pela liberdade, mas seu trabalho permanece inacabado."[17]
- O reverendo Al Sharpton comentou: "A perda de Coretta Scott King é uma perda monumental para a nação e para o mundo em geral. Ela foi verdadeiramente a primeira-dama do movimento pelos direitos humanos."[18]